# 중롄중커
줌라이언 또는 중롄중커(영어: Zoomlion, 중국어: 中联重科)은 중화인민공화국의 건설 장비 제조 업체로 정식 명칭은 중련 중공 과기 발전 주식 유한 공사 또는 줌라이언공업 사이언스 & 테크롤리지 디벨로먼트(영어: Zoomlion Heavy Industry Science & Technology Development Co., Ltd, 중국어: 中联重工科技发展股份有限公司)로 본사는 중화인민공화국 후난성 창사에 위치해 있다.

## 역사
1992년 9월 28일에 창사 줌라이언 건설 기계 산업으로 설립 했으며 2000년에 현재의 사명으로 변경했다. 2001년 파워 무르사(현재의 일본 UK)를 인수했다. 2008년 6월, 골드만 삭스 및 전략 투자자와 공동으로 2조 71억 유로를 출자하여 세계 3위의 콘크리트 기계 제조 업체이자 이탈리아의 기계 제조 업체인 시파를 인수했다.